# 國道12號 (芬蘭)
國道12號（芬蘭語：Valtatie 12）是連接芬蘭西部城市勞馬和科沃拉的一條雙車道高速公路，全長339公里。